# House IV - Presenze impalpabili
House IV - Presenze impalpabili (House IV), conosciuto anche come Chi ha ucciso Roger?, è un film del 1992 diretto da Lewis Abernathy ed è il quarto capitolo della saga di Chi è sepolto in quella casa?. Di tutti i sequel della serie è l'unico a riprendere la storia originale del primo film riproponendo il personaggio di Roger Cobb.

## Trama
Dopo un terribile incidente d'auto che le ha ucciso il marito e ha lasciato sua figlia paralizzata, Kelly, nonostante il parere contrario del padre, decide di andare a vivere nella casa di campagna che il suo compagno amava tanto. Ben presto la giovane donna si troverà vittima di strani fenomeni che sembrano essere opera di uno spirito maligno.

## Promozione
Le grafiche per i manifesti e per le locandine, utilizzate per la promozione del film in Italia, sono state realizzate da Enzo Sciotti.

## Distribuzione
Negli Stati Uniti il film è stato distribuito il 29 gennaio 1992 direttamente per il mercato home video mentre in Italia è stato distribuito nelle sale cinematografiche a partire dal 12 agosto del 1992.

### Edizioni home video
- In Italia nel mese di ottobre del 1992[8] è stata distribuita, nel circuito home video, una videocassetta del film in formato VHS dalla Manzotti Home Video con il codice RVSA 25.
- Nel Regno Unito il 27 marzo 2017 è stato distribuito dalla Arrow Video un cofanetto Blu-ray, in edizione limitata, contenente tutti e quattro i film di questa serie cinematografica intitolato "House: The Complete Collection"[9].